# Guy de Malesec
Guy de Malesec (data incerta - 8 de março de 1411) foi um cardeal francês, Deão do Sagrado Colégio dos Cardeais.

## Biografia
Ele foi batizado na igreja de Saint-Privat em Tulle, em seu testamento, ele deixou um legado para a igreja. De uma família nobre de Limousin, era sobrinho do Papa Clemente VI e do Papa Gregório XI, pelo lado materno.
Obteve o doutorado in utroque iure, tanto em direito canônico como em direito civil, na Universidade de Toulouse. Professor de Direito na Universidade de Toulouse, Guillaume Noellet, futuro cardeal, estava entre seus alunos. Capelão Papal e acólito. Arquidiácono de Corbaria, na Arquidiocese de Narbonne.
Eleito bispo de Lodève, em 12 de maio de 1370. Transferido para a Sé de Poitiers, em 9 de abril de 1371, ocupou a Sé até sua promoção ao cardinalato.
Foi criado cardeal-presbítero no consistório de 20 de dezembro de 1375, recebendo o título de Santa Cruz de Jerusalém. Jurou obediência ao Antipapa Clemente VII em 1378.
Legado do antipapa na Inglaterra e Flandres, no caminho de sua legação, ele parou em Paris, em abril-maio de 1379; lá, junto com os outros legados, os cardeais Jean de Cros e Guillaume d'Aigrefeuille, iuniore, O.S.B. Clun., ele apareceu diante do rei Carlos VII e convenceu o monarca a se juntar à obediência de antipapa Clemente VII, mas ele não poderia entrar na Inglaterra por falta de um salvo-conduto, pois o rei da Inglaterra era leal ao Papa Urbano VI, e em Flandres, em junho de 1379, ele não podia ir mais longe do que Cambrai, onde permaneceu até fevereiro de 1382. Administrador nomeado de Béziers em 17 de agosto de 1383, ocupando o cargo por alguns dias. Em 1 de outubro de 1383, ele presidiu um concílio de Cambrai e fez um sermão sobre a extinção do cisma. Passa para a ordem dos cardeais-bispos e recebe a sé suburbicária de Palestrina, após 21 de novembro de 1383. Em 1387, ele participou no processo que condenou o dominicano aragonês Joan de Montson, professor no convento de Paris, por declarar publicamente que a Santíssima Virgem não tinha sido isenta do pecado original.
Ele se juntou ao partido dos pseudocardeais dissidentes em 1394; foi delegado por eles, juntamente com os pseudocardeais Pierre de Thury e Amedeo di Saluzzo para negociar com os pseudocardeais leais ao antipapa em outubro de 1398. Voltou para Avinhão em junho de 1402 e negociou, juntamente com pseudocardeal Amedeo di Saluzzo, a restituição da obediência ao antipapa Bento XIII, que ele finalmente obteve em maio de 1403. Decano do Colégio dos Cardeais, em agosto de 1405. Antipapa Bento XIII nomeou-o com a reforma da diocese de Palestrina em 6 de novembro de 1405. Ele preparou seu testamento em 12 de setembro de 1407.
Acompanhou o antipapa Bento XIII, em sua segunda viagem à Itália, em novembro de 1407, quando foi enviado como um dos delegados do antipapa para se reunir com os cardeais dissidentes do Papa Gregório XII em Livorno, em maio de 1408, onde lá ele rompeu com a obediência de Avinhão, juntamente com os cardeais dissidentes, indo para Pisa e participando do Concílio, onde presidiu a assembleia até a chegada do cardeal Cramaud. Não votou pelo abandono da obediência do papa e do antipapa, mas pediu para adiar a decisão.
Juntou-se a obediência do Antipapa Alexandre V, em Pisa. Administrador da Sé de Agden nomeado por três anos, a partir de 8 de junho de 1409, ocupando o cargo até 8 de junho de 1411, quando o antipapa João XXIII revoga a sua nomeação. Foi nomeado legado na França.
Morreu em 8 de março de 1411, em Paris, já com uma avançada idade. Foi enterrado na rue Saint-Jacques, na igreja dos dominicanos..

## Conclaves
- Conclave de 1378 - participou da eleição do Papa Urbano VI
- Conclave de setembro de 1378 - participou da eleição do Antipapa Clemente VII
- Conclave de 1389 - não participou da eleição do Papa Bonifácio IX
- Conclave de 1394 - participou da eleição do Antipapa Bento XIII
- Conclave de 1404 - não participou da eleição do Papa Inocêncio VII
- Conclave de 1406 - não participou da eleição do Papa Gregório XII
- Conclave de 1409 - participou da eleição do Antipapa Alexandre V
- Conclave de 1410 - não participou da eleição do Antipapa João XXIII